# Guillaume-François d'Ozouville
William d'Ozouville ou Guillaume-François d'Ozouville, né le 16 mai 1794 à Jersey et mort le 23 janvier 1859 est un historien et commandeur de l'ordre romain de Saint-Grégoire-le-Grand.

## Biographie
Fils de François-Robert d'Ozouville, lieutenant de vaisseau, et d'Anne-Constance de Trémigon, Guillaume-François nait le 16 mai 1794 d'une famille de La Hague, attiré dans la Mayenne par son cousin Achille de Trémigon du Tertre de Mée, dont il était héritier. Sous-préfet de Château-Gontier de 1825 à 1826, il se fixe définitivement en Mayenne par son mariage, le 7 septembre 1825, avec Marie-Lucie de Hercé (1806-1840),   fille unique de Jean-François de Hercé, alors maire de Laval, et de Marie de la Haie de Bellegarde, héritière du Château de la Roche-Pichemer.
Il habita surtout le château de la Roche-Pichemer et fut maire de Saint-Ouën-des-Vallons de 1827 à 1830, puis de 1850 à sa mort le 23 janvier 1859. Il fut le principal fondateur de la nouvelle église Saint-Ouën de Saint-Ouën-des-Vallons ; il repose dans les ruines de l'Ancienne église Saint-Ouën de Saint-Ouën-des-Vallons, au sein du cimetière  actuel de la commune.
Son beau-père, Jean-François de Hercé, veuf en 1826, quitte la fonction de maire de Laval en octobre 1829 et rentre dans les ordres au séminaire de Malestroit; il devient évêque de Nantes du 12 mai 1838 au 29 novembre 1848. Il convainc alors son gendre de se faire le promoteur de la création d'un évêché à Laval. Guillaume-François d'Ozouville se dévoua à cette œuvre et la fit aboutir. Il se fit pour cela historien et étaya les considérations utilitaires qui devaient déterminer les hommes du gouvernement, d'études sur l'évêché des Diablintes qui donnaient satisfactions à d'autres esprits.
Guillaume-François d'Ozouville et Marie-Lucie de Hercé eurent quatre enfants :
- Marie d'Ozouville (1829-1888)
- Alphonse d'Ozouville Trémigon (1832-1908) x 1863 Marthe Jacob de Tigné (1843-1927)
- Henri M René d'Ozouville (1833) x 1864 Pauline de l'Estourbeillon (° 1834) (parents de Joseph M d'Ozouville (v. 1865) x 1895 Suzanne Boüet-Willaumez (° 1873)
- Isabelle d'Ozouville (1840-1924) qui épousa le 2 juillet 1861 Charles de Crozé de Clesmes, dont Joseph de Crozé de Clesmes qui épousa le 26 juillet 1898 Madeleine Tréton de Vaujuas-Langan, dont Henri de Crozé de Clesmes qui épousa le 16 juillet 1931 Colette d’Argouges, dont Jean de Crozé de Clesmes qui épousa le 11 mars 1967 Bénédicte de la Barre de Nanteuil, dont un fils unique : Louis de Crozé de Clesmes qui épousa le 2 mai 2008, Marguerite Nicolazo de Barmon.

## Publications
La question ci-dessus occasionna les publications suivantes de M. d'Ozouville :
- Demande de l'érection à Laval d'un évêché dont le ressort comprendrait le département de la Mayenne[2]
- Ancien évêché de Jublains[3]
- Étude sur la Notice d'Honorius[4]

Guillaume-François d'Ozouville répondit aussi dès le 15 octobre 1850 au Mémoire tardif (26 août 1850) publié au Mans contre le projet d'érection.
Il publiait en 1851 une nouvelle édition des brochures qui précèdent, sous le titre :
- Projet d'érection d'un évêché dans la ville de Laval, 1851

et traitait la question sous un nouveau jour dans un Mémoire lu à la réunion tenue à Laval de l'Institut des provinces : 
- Étude sur le pays de la Mayenne à l'époque gallo-romaine.

De fait, le premier évêque de Laval fut installé en 1855.
Une autre question vint plus tard réveiller les goûts d'historien de M. d'Ozouville. Il entretenait alors des relations cordiales avec les Bénédictins de Solesmes. Dom Piolin venait de publier le premier volume de son Histoire de l'Église du Mans (1851); il se trouva en désaccord avec lui sur l'époque de l'évangélisation de la Gaule. Sans s'en prendre directement à la thèse personnelle du Père Piolin, il le pria de lui donner son avis sur l'ouvrage de Étienne-Michel Faillon et sur la venue de Marie-Madeleine en Provence. Ne recevant pas de réponse satisfaisante, il exposa ses idées personnelles dans un Mémoire lu devant les membres de la Société de l'industrie de la Mayenne en 1854, puis publia à Paris en 1855 Les origines chrétiennes de la Gaule, y insérant les cinq lettres qu'il avait adressées depuis 1853 au Père Piolin. Il donna l'année suivante un Supplément aux lettres au R.P. dom Paul Piolin.
La polémique reprit en 1857, dans l'Indépendant, d'abord, puis dans la Revue d'Anjou et du Maine. En réponse au R.P. Piolin, M. d'Ozouville adressa à la revue une lettre insérée dans le n° de janvier 1858. Il donna dans le même recueil :
- Saint-Julien du Mans et le martyrologe romain, 22 février 1858,
- Défense, 15 juillet 1858[6].

Il donna aussi dans le Mémorial de la Mayenne : 
- Le roman de La Porte Beucheresse, et quelques autres articles.

En dehors de ces écrits, M. d'Ozouville s'occupa de coordonner les archives de sa commune de Saint-Ouën-des-Vallons dont il était maire, et les chartriers des terres importantes qu'il, possédait dans la Mayenne : La Roche-Pichemer et ses dépendances, la Juvaudière de Sacé, etc. Il a fourni de nombreux exemples à François-Augustin Gérault pour sa Notice sur Évron. Il s'est plu aussi à rappeler par des inscriptions posées çà et là les souvenirs locaux; une plaque a été placée ainsi dans l'ancienne église à la mémoire de Maucourt de Bourjolly.
M. d'Ozouville avait, écrit Cauvin, recueilli les armoiries d'un certain nombre de familles de la Mayenne. En 1857, il s'occupait d'un projet d'établissement pénitentiaire à Sainte-Catherine de Laval.
Il mourut pieusement, dit l'Abbé Angot, désavouant ce qui, dans ses écrits, aurait pu être opposé aux enseignements de l'Église, le 31 janvier 1859. Mgr Casimir-Alexis-Joseph Wicart (premier évêque de Laval, de 1855 à 1876) lui rendit dans sa cathédrale les honneurs qu'il avait si bien mérités. Pie IX l'avait nommé Commandeur de Saint-Grégoire-le-Grand. Son portrait, pastel par Suhan, du Mans, est au château de la Roche-Pichemer.

## Blason

Les d'Ozouville portent de gueules au pal d'argent accompagné de 6 losanges de même.

## Sources et bibliographie
- « Guillaume-François d'Ozouville », dans Alphonse-Victor Angot et Ferdinand Gaugain, Dictionnaire historique, topographique et biographique de la Mayenne, Laval, A. Goupil, 1900-1910 [détail des éditions] (BNF 34106789, présentation en ligne)
- Geneanet, d'Ozouville.
- Maison de Clesmes, la généalogie et la petite histoire de ma famille - Louis de Crozé de Clesmes, éditions 1993